# خریستوس تسولیس
خریستوس تسولیس (یونانی: Χρήστος Τζόλης؛ زادهٔ ۳۰ ژانویهٔ ۲۰۰۲) بازیکن فوتبال اهل یونان است.
از باشگاه‌هایی که در آن بازی کرده‌است می‌توان به پائوک اشاره کرد.
وی همچنین در تیم ملی فوتبال یونان بازی کرده‌است.